# Kōsei Ishigami
Kōsei Ishigami (japanisch 石神 幸征 Ishigami Kōsei; * 11. Januar 1990 in der Präfektur Shizuoka) ist ein ehemaliger japanischer Fußballspieler.

## Karriere
Ishigami erlernte das Fußballspielen in der Schulmannschaft der Fujieda Higashi High School und der Universitätsmannschaft der Universität Tsukuba. Seinen ersten Vertrag unterschrieb er 2012 bei Mito HollyHock. Der Verein spielte in der zweithöchsten Liga des Landes, der J2 League. Für den Verein absolvierte er 90 Ligaspiele. 2017 wechselte er zum Drittligisten Gainare Tottori. Für den Verein absolvierte er 13 Ligaspiele.